# 友利花
友利花（日语：／ Yurika，1979年12月9日—）是日本的創作歌手、聲優、寫真偶像、舞台劇演員。出身自靜岡縣田方郡修善寺町（今伊豆市）。血型為O型。
曾以長谷優里奈名義進行聲優活動，還曾使用過落合祐里香名義。
她出演的主要角色包括ToHeart2的柚原木实，THE IDOLM@STER的萩原雪歩，多数是声音比较低龄化的角色。发音的特征是声调较高和大舌头。她曾评价说，低龄的角色都很纯洁，而她已超过20岁，多少知道一些人情世故，所以有时候感到难以进入角色。

## 經歷

### 出道、ARTSVISION所屬期
受電視劇《青鳥》影響，以演藝界為目標來到東京。經演員養成所培養，於1999年通過ARTSVISION的「免費新人育成試鏡會」（無料新人育成オーディション）。還獲得了雜誌《Voice Animage》獎項「未來的新人聲優試音特別獎」（未来の新人声優オーディション特別賞）。

## 繼任
友利花聲優活動終了後，聲優接替作品如下。
- 淺倉杏美 — 《偶像大師》：萩原雪歩（偶像大師2以後）

## 出演

### 电视动画
2004年
- 诗∽片（篁萤子）
- 双恋（雛菊拉拉）
- 美鳥日记（学生B）

2005年
- AIR（女孩子）
- Canvas2 〜虹色的素描（女子部員）
- D.C.S.S 〜Da Capo Second Season（魔法少女プリンセスメロン）
- ToHeart2（柚原木实）
- 双恋 Alternative（雛菊拉拉）

2006年
- 魔界戰記（サーズディ）
- 聲優白皮書（佐佐木祐理花）

2007年
- BLEACH（丰川唯）
- 同人work（短裤君）
- 風之聖痕（偶像）

2008年
- 虎子（早乙女雀）

### OVA
- ToHeart2 OVA（柚原木实）
- ToHeart2 AD OVA（柚原木实）

### 游戏
2003年
- 問答魔法學院系列（阿珞薇、格林阿珞薇）

2004年
- ToHeart2（柚原木实）

2005年
- 双恋（雛菊拉拉）
- 双恋 Alternative（雛菊拉拉）
- THE IDOLM@STER（萩原雪歩）

2018年
- 轟炸少女（格林阿珞薇）

### CD
- ToHeart2（柚原木实）

ToHeart2 广播剧选集系列
ToHeart2 角色歌1.小さな勇気〜がんばれ女の子!
- THE IDOLM@STER（萩原雪歩）

广播剧CD THE IDOLM@STER Vol.1〜6
THE IDOLM@STER MASTERPIECE 01、04、05
THE IDOLM@STER MASTERWORK 02、03
THE IDOLM@STER MASTERBOX I、Ⅱ、I&Ⅱ ENCORE、Ⅲ
THE IDOLM@STER MASTER ARTIST 09 萩原雪歩、10 秋月律子
THE IDOLM@STER MASTER Live 02 REM@STER-B

### 广播
- Radio ToHeart2（Animate TV・音泉：2005年10月〜2008年1月10日/関西广播：2006年4月〜2007年3月）
- 声優生活向上委員会 AII网络广播：2004年11月〜2006年5月）
  - えりりん、ゆりかのぉ声優生活向上委員会（2004年11月〜2005年5月）
  - 佐久間紅美和落合祐里香的声優生活向上委員会（2005年6月〜2005年11月）
  - ゆりしー♥あいりーの声優生活向上委員会（2005年12月〜2006年5月）